# Monolepta mandibularis
Monolepta mandibularis es una especie de insecto coleóptero de la familia Chrysomelidae.
Fue descrita científicamente en 1962 por Chujo.